# MATLAB
MATLAB là phần mềm cung cấp môi trường tính toán số và lập trình, do công ty MathWorks thiết kế. MATLAB cho phép tính toán số với ma trận, vẽ đồ thị hàm số hay biểu đồ thông tin, thực hiện thuật toán, tạo các giao diện người dùng và liên kết với những chương trình máy tính viết trên nhiều ngôn ngữ lập trình khác.
Với thư viện Toolbox, MATLAB cho phép mô phỏng tính toán, thực nghiệm nhiều mô hình trong thực tế và kỹ thuật.

## Lịch sử
Matlab là viết tắt từ "MATrix LABoratory", được Cleve Moler phát minh vào cuối thập niên 1970, và sau đó là chủ nhiệm khoa máy tính tại Đại học New Mexico.
MATLAB, nguyên sơ được viết bởi ngôn ngữ Fortran, cho đến 1980 nó vẫn chỉ là một bộ phận được dùng nội bộ của Đại học Stanford.
Năm 1983, Jack Little, một người đã học ở MIT và Stanford, đã viết lại MATLAB bằng ngôn ngữ C và nó được xây dựng thêm các thư viện phục vụ cho thiết kế hệ thống điều khiển, hệ thống hộp công cụ (tool box), mô phỏng... Jack xây dựng MATLAB trở thành mô hình ngôn ngữ lập trình trên cơ sở ma trận (matrix-based programming language).
Steve Bangert là người đã viết trình thông dịch cho MATLAB. Công việc này kéo dài gần 1½ năm. Sau này, Jack Little kết hợp với Moler và Steve Bangert quyết định đưa MATLAB thành dự án thương mại - công ty The MathWorks ra đời thời gian này - năm 1984.
Phiên bản đầu tiên MATLAB 1.0 ra dời năm 1984 viết bằng C cho MS-DOS PC được phát hành đầu tiên tại IEEE Conference on Design and Control (Hội nghị IEEE về thiết kế và điều khiển) tại Las Vegas, Nevada. Ban đầu Matlab được phát triển để hỗ trợ sinh viên sử dụng hai thư viện  LINPACK và EISPACK  dùng cho đại số tuyến tính (viết bằng Fortran) mà không cần biết lập trình Fortran.
Năm 1986, MATLAB 2 ra đời trong đó hỗ trợ UNIX.
Năm 1987, MATLAB 3 phát hành.
Năm 1990 Simulink 1.0 được phát hành gói chung với MATLAB.
Năm 1992 MATLAB 4 thêm vào hỗ trợ 2-D và 3-D đồ họa màu và các ma trận truy tìm. Năm này cũng cho phát hành phiên bản MATLAB Student Edition (MATLAB ấn bản cho học sinh).
Năm 1993 MATLAB cho MS Windows ra đời. Đồng thời công ty này có trang web là www.mathworks.com
Năm 1995 MATLAB cho Linux ra đời. Trình dịch MATLAB có khả năng chuyển dịch từ ngôn ngữ MATLAB sang ngôn ngữ C cũng được phát hành trong dịp này.
Năm 1996 MATLAB 5 bao gồm thêm các kiểu dữ liệu, hình ảnh hóa, bộ truy sửa lỗi (debugger), và bộ tạo dựng GUI.
Năm 2000 MATLAB 6 cho đổi mới môi trường làm việc MATLAB, thay thế LINPACK và EISPACK bằng LAPACK và BLAS.
Năm 2002 MATLAB 6.5 phát hành đã cải thiện tốc độ tính toán, sử dụng phương pháp dịch JIT (Just in Time) và tái hỗ trợ MAC.
Năm 2004 MATLAB 7 phát hành, có khả năng chính xác đơn và kiểu nguyên, hỗ trợ hàm lồng nhau, công cụ vẽ điểm, và có môi trường phân tích số liệu tương tác. 
Đến tháng 12, 2008, phiên bản 7.7 được phát hành với SP3 cải thiện Simulink cùng với hơn 75 sản phẩm khác.
Năm 2009 cho ra đời 2 phiên bản 7.8 (R2009a) và 7.9 (R2009b).
Năm 2010 phiên bản 7.10 (R2010a) cũng đã được phát hành.
Matlab được dùng rộng rãi trong giáo dục, phổ biến nhất là giải các bài toán số trị (cả đại số tuyến tính lẫn giải tích) trong nhiều lĩnh vực kĩ thuật.

## Ngôn ngữ lập trình
Ngôn ngữ lập trình dùng trong hệ tính toán số cũng có tên gọi là MATLAB. Nó thuộc kiểu lập trình thủ tục (với một số đặc điểm của lập trình hướng đối tượng mới được bổ sung trong các phiên bản gần đây.

### Các kiểu dữ liệu
MatLab có đầy đủ các kiểu dữ liệu đơn giản như: số nguyên, số thực, ký tự, logic (boolean).
Chuỗi ký tự được đặt trong dấu nháy đơn hoặc nháy kép, chẳng hạn "Viet Nam".
Kiểu dãy (sequence) có dạng dau:buoc:cuoi bao gồm một véc-tơ gồm các phần tử bắt đầu từ số dau tăng dần theo từng buoc cho đến bằng (không vượt quá) số cuoi. Kết quả cho ra một véc-tơ hàng:
```
1.2
:
0.2
:
1.7
 
%chú thích: tương đương với [1.2 1.4 1.6]

1.2
:
0.2
:
1.8
 
%chú thích: tương đương với [1.2 1.4 1.6 1.8]

```

Kiểu ma trận đóng vai trò trung tâm trong MatLab. Ví dụ một ma trận hai hàng ba cột như sau (hết một hàng cần dấu chấm phẩy để phân tách, nhưng không nhất thiết xuống dòng):
```
[
 
-
3
 
4
 
5.2
;

 
2.1
  
-
8
   
7.6
 
]

```

MatLab còn có một số kiểu dữ liệu khác cao cấp hơn: kiểu cell, kiểu struct (bản ghi).

### Các phép tính với ma trận
Các phép cộng trừ hai ma trận cùng kích thước được thực hiện bình thường. Đặc biệt với phép nhân, MatLab phân biệt hai toán tử: * dành cho phép nhân ma trận và .* dành cho nhân từng cặp phần tử tương ứng của hai ma trận.
```
>>
 
a
 
=
 
[
2
 
3
;
 
2
 
4]

   
2
   
3

   
2
   
4

>>
 
a
 
*
 
a
 
% chính là bình phương ma trận A

   
10
   
18

   
12
   
22

>>
 
a
.*
 
a
 
% chỉ là bình phương TỪNG PHẦN TỬ của A

    
4
    
9

    
4
   
16

```

Với phép tính lũy thừa cũng tương tự. Chẳng hạn, với ví dụ trên ta có thể viết lần lượt là a^2 và a.^2.

### Cú pháp
Trước đây MatLab không phân biệt chữ in, chữ thường (giống như Fortran). Các phiên hơn gần đây lại có sự phân biệt này (theo ngôn ngữ C). Các từ khóa đều viết chữ thường.
- Lệnh gán có dạng giống như nhiều ngôn ngữ lập trình khác: tên_biến = giá_trị_biểu thức. Thông thường máy sẽ in ra kết quả của biến sau khi gán, nếu ta không kết thúc lệnh gán bởi dấu ;

Ví dụ
```
t
 
=
 
2
 
*
 
3
 
% hiện thị t = 6

t
 
=
 
t
 
+
 
1
;
 
% t có giá trị bằng 7 nhưng không hiển thị lên màn hình.

```

- Khai báo hàm số (ví dụ như hàm bình phương tên tham số vào là x, tên tham số ra là y:

```
function
 
y
 
=
 
binhPhuong
(
x
)

   
y
 
=
 
x
 
*
 
x
;

end

```

- Cấu trúc rẽ nhánh, lặp:

```
for
 
i
 
=
 
1
:
3
 
% chú ý rằng vòng lặp theo dạng dãy

   
disp
(
1
/
i
)

end

i
 
=
 
0

while
 
i
 
<
 
4

   
i
 
=
 
i
 
+
 
1
;
       
% không cho hiển thị ra màn hình

   
disp
(
i
)
           
% hiển thị giá trị i

end

```

### Cú pháp đặc biệt (syntactic sugar)
Để tăng tốc độ lập trình, nhất là thao tác từ dấu nhắc lệnh, MatLab cho phép nhiều kiểu cú pháp viết tắt. Chẳng hạn để xem hướng dẫn về lệnh plot thì hai câu lệnh sau là tương đương:
```
doc
(
'plot'
)

doc
 
plot
 
% chú thích: cách viết gọn, đồng thời bỏ dấu ngoặc tròn và dấu nháy

```

Một ví dụ nữa là các số trong một véc-tơ hàng không cần có dấu phẩy ngăn cách
```
v1
 
=
 
[
2
,
 
3
,
 
4
]

v2
 
=
 
[
5
 
6
 
7
]
 
% cũng hợp lệ!

```

Và ngay cả cách gọi file lệnh từ dấu nhắc cũng là một dạng rút gọn đặc biệt. Chẳng hạn ta cần chạy file tinhtong.m trong thư mục hiện hành:
```
>>
 
tinhtong

```

### Tính năng vẽ đồ thị
Vẽ đồ thị là một tính năng được trau chuốt trong MatLab; với rất nhiều kiểu đồ thị khác nhau như biểu đồ dạng đường, biểu đồ chấm điểm, các lớp màu (patch) hai chiều, đường đồng mức và các đường cong, mặt cong ba chiều. Ngoài ra MatLab còn cung cấp giao diện để người dùng trực tiếp biên tập hình vẽ, điền vào các ghi chú theo ý muốn.
Vẽ đồ thị dạng đường
Giả sử có dãy số liệu V đo theo thời gian t. Trong MatLab, V và t đều có dạng vec tơ có cùng độ dài. Khi đó lệnh vẽ đồ thị với trục hoành là t và trục tung là V có dạng:
```
plot
(
t
,
 
V
)

xlabel
(
't (s)'
)
 
% viết tiêu đề các trục

ylabel
(
'V (m/s)'
)

```

Vẽ đồ thị dạng lớp màu
Một cách hiệu quả để biểu thị các trường vật lý trong không gian hai chiều là dùng lớp màu. Chẳng hạn T là một ma trận 2 chiều lưu giữ giá trị nhiệt độ của một tấm kim loại hình chữ nhật, thì việc hiển thị phân phối nhiệt độ bằng một lớp màu được thực hiện dễ dàng:
```
pcolor
(
T
)

```

Vẽ trường vec tơ
Cũng như đồ thị lớp màu, việc hiển thị trường vec tơ rất cần thiết trong các ngành khoa học - vật lý. Để vẽ trường véc-tơ hai chiều của các ma trận u và v, dùng lệnh:
```
quiver
(
u
,
v
)

```